# Lucie Rie

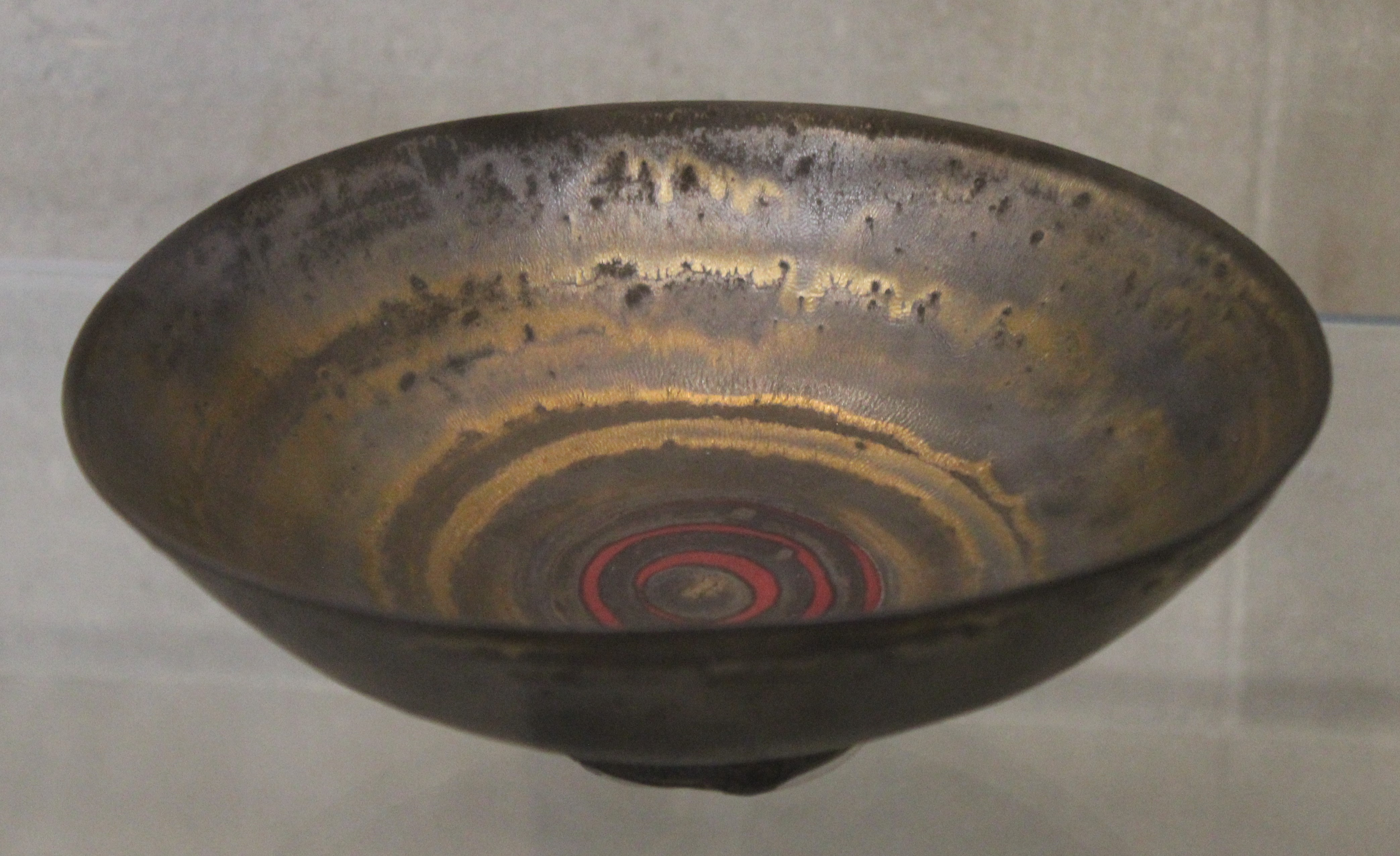
Schale von Lucie Rie, Nationalmuseum Cardiff

Dame Lucie Rie, DBE (* 16. März 1902 in Wien, Österreich-Ungarn als Luzie Gomperz; † 1. April 1995 in London) war eine österreichisch-britische Töpferin.

## Biografie

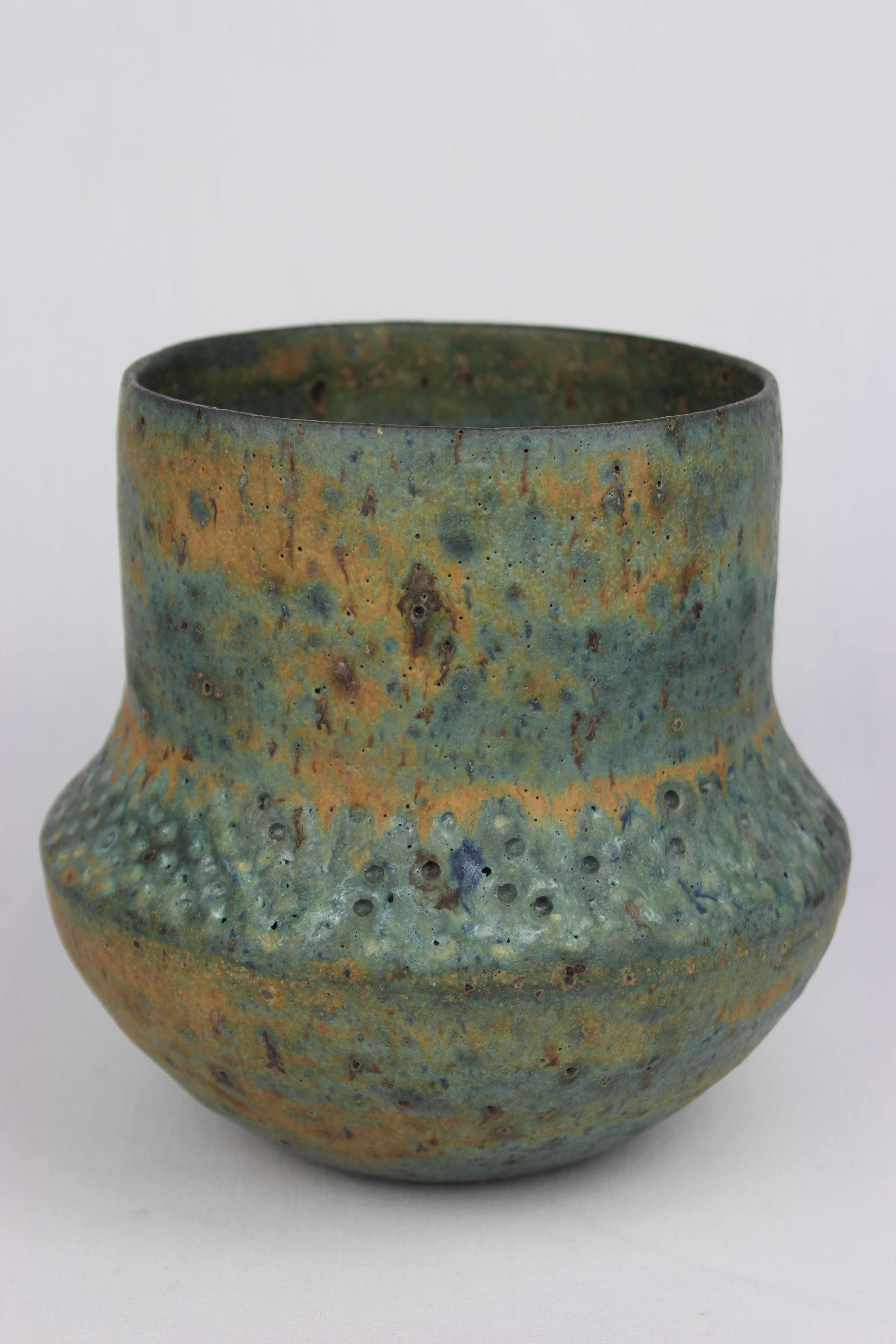
Vase, um 1971

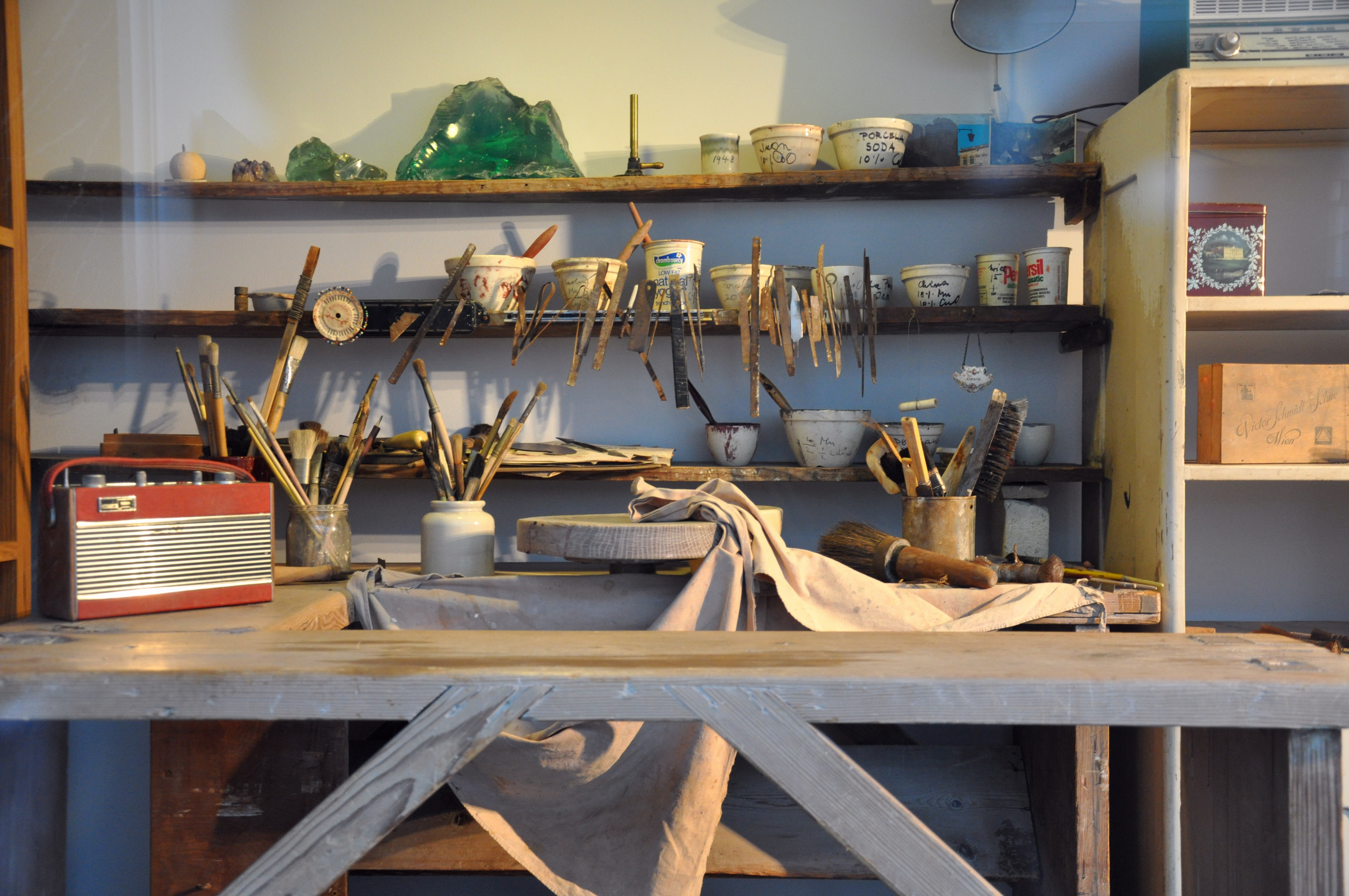
Die Werkstatt von Lucie Rie, seit 2009 ausgestellt im Victoria and Albert Museum, London

Geboren 1902 in Wien als Luzie Gomperz in einer bürgerlichen, jüdischen Familie, studierte sie zuerst an der Kunstgewerbeschule unter Michael Powolny von 1922 bis 1926. Nach ihrem Abschluss eröffnet sie in ihrer Heimatstadt ein eigenes Keramik-Atelier.
Mit dem Anschluss Österreichs an das Deutsche Reich im März 1938 musste sie emigrieren und zog nach London, wo sie ab 1939 in der kleinen Straße Albion Mews in der Nähe des Hyde Park wohnte. Nach Kriegsende eröffnete sie dort eine Töpfer- und Knöpfewerkstatt, in der sie handgetöpferte Keramiktöpfe produzierte. Während und nach dem Krieg stellte sie, um über die Runden zu kommen, Keramikknöpfe und Schmuck für Modehäuser her. Die genaue Abstimmung der Keramikknöpfe auf die Farben der Kleidungsstücke, an denen sie befestigt werden sollten, inspirierte Ries zu Experimenten und präzisen Glasuren. Einige dieser Knöpfe sind heute im Victoria and Albert Museum in London und als Teil der Lisa Sainsbury Collection im Sainsbury Centre for Visual Arts in Norwich zu sehen. Einige wurden dem japanischen Modedesigner Issey Miyake geschenkt.
Ab 1946 arbeitete dort auch der deutsche Auswanderer Hans Coper. Beide Keramiker arbeiteten bevorzugt mit Steingut. Im Gegensatz zu Copers Gefäßen waren ihre weniger expressiv, aber vollendet präzise und makellos zart ausgearbeitet. Bekannt wurde sie gegen Mitte und Ende der 50er Jahre für ihre Tee- und Kaffeeservice. Diese Produktion ermöglichte ihr zudem wirtschaftliche Sicherheit. In Form und Glasur ließ sich Rie durch traditionelle chinesische und japanische Arbeiten anregen. Oft verwendete sie Rohglasuren, bei denen Ton in einer einzigen Brennung mit Oxiden reagiert, was für ungewöhnliche Oberflächen sorgt. In den späten 40er Jahren setzte sie Dekorationen in Sgraffito-Technik ein.
Lucie Rie lehrte gemeinsam mit Coper an der Camberwell School of Art von 1960 bis 1971; 1969 erhielt sie die Ehrendoktorwürde des Royal College of Art. Sie wurde 1968 mit dem OBE und 1981 mit dem CBE geehrt. 1991 wurde sie geadelt. Nach einer Reihe von Schlaganfällen sah sie sich gezwungen, ihre Arbeit 1990 zu beenden. 1995 starb sie in ihrem Haus 18 Albion Mews.

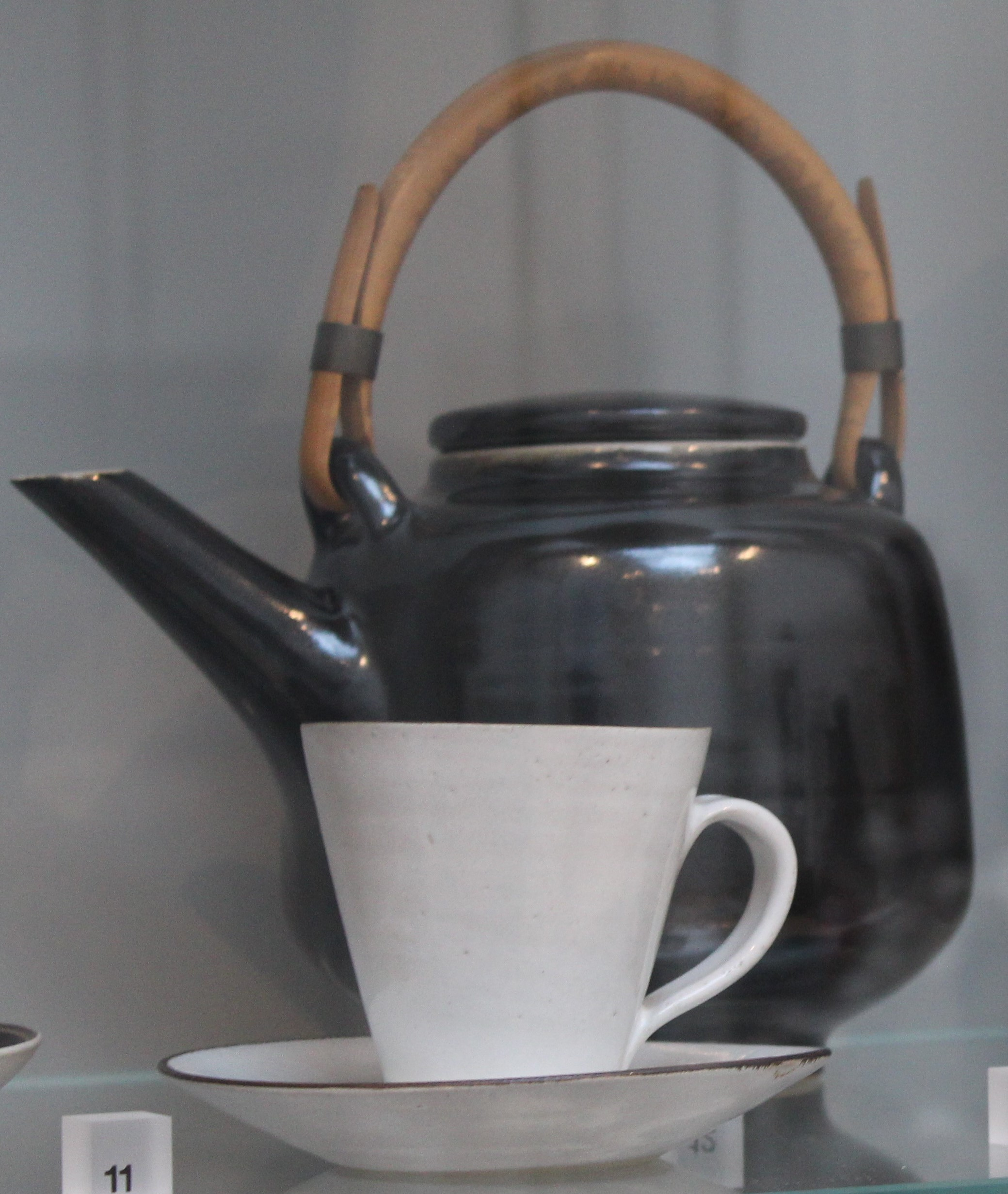
Tasse und Untertasse von Lucie Rie, Steingut mit weißer Glasur, um 1955, Victoria and Albert Museum

Lucie Ries Töpfereien wurden mehrfach prämiert und mit großem Erfolg ausgestellt. Ihre berühmtesten Schöpfungen sind Vasen, Schalen und Teeservice, wobei sie sich vor allem aus Japan inspirieren ließ. Daneben gibt es andere Werke wie Knöpfe, die sie dem japanischen Designer und engen Freund Issey Miyake vermachte.
Ries Töpferatelier, das sich seit seiner Einrichtung kaum verändert hatte, wird seit 2009 im Victoria and Albert Museum ausgestellt.

## Ausstellungen

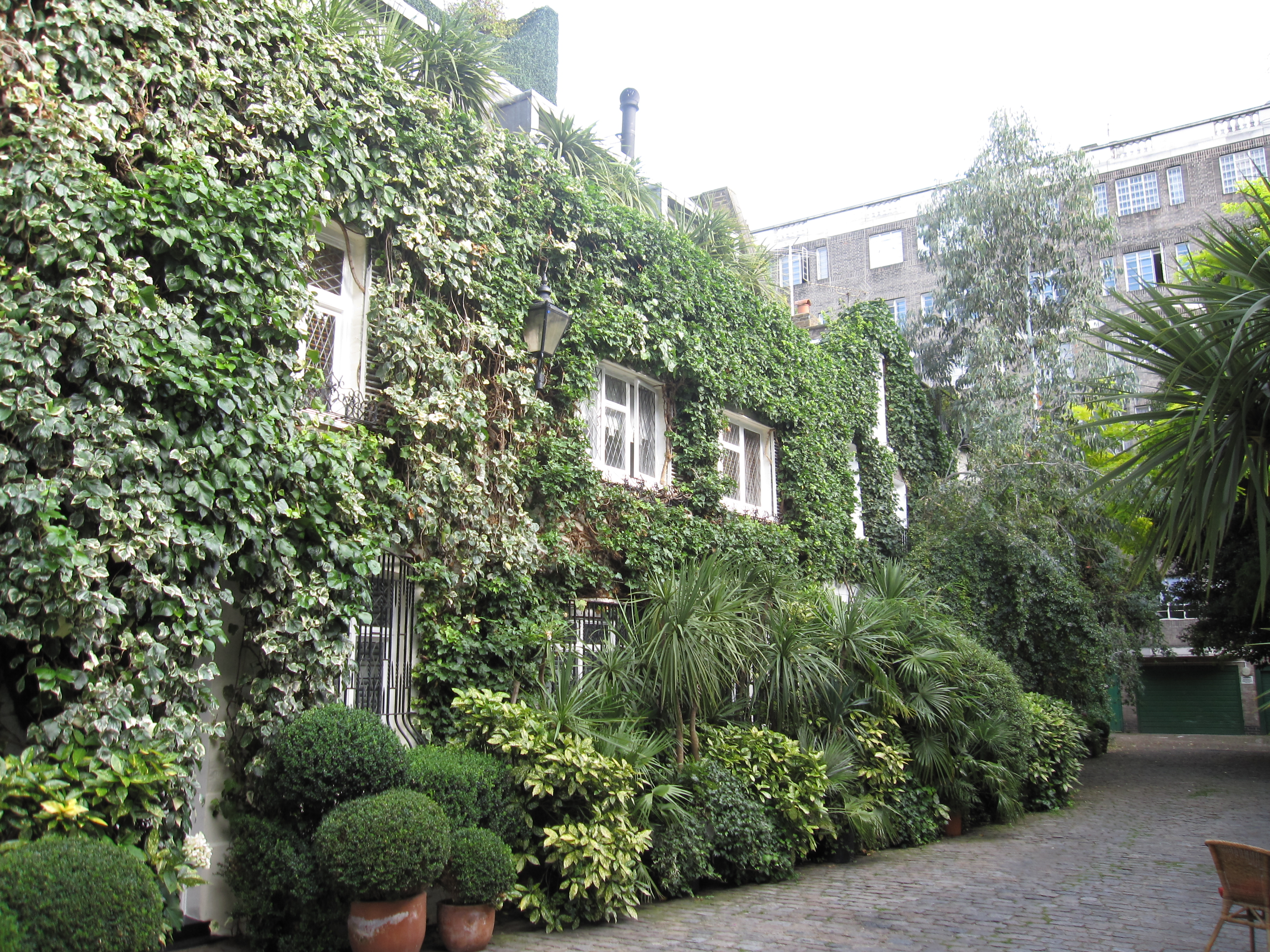
18 Albion Mews, ehemaliges Haus und Atelier von Lucie Rie

Lucie Ries erste Ausstellungen in London fanden ab 1949 in den Berkeley Galleries statt, viele davon ihn Zusammenarbeit mit Hans Coper. Ab 1954 stellte sie – einzeln oder mit Coper – in New York, Minneapolis, Göteborg, Rotterdam, Arnheim, Hamburg und Düsseldorf sowie in mehreren britischen Galerien aus. Retrospektiven wurden ihr 1967 vom Arts Council of Great Britain, dem Sainsbury Centre for Visual Arts und dem Victoria and Albert Museum im Jahre 1981 gewidmet. Im April 1988 eröffnete die Galerie Besson eine Ausstellung ihrer Schaffensperiode 1947–1988. Vom Modeschöpfer Issey Miyake wurden 1989 weitere wichtige Ausstellungen ihrer Arbeit in Tokio und Osaka organisiert; 1992 folgte eine Ausstellung des Crafts Council in London. Eine gemeinsame Retrospektive mit Hans Coper im Metropolitan Museum of Art in New York war 1994 die letzte große Ausstellung zu Lebzeiten der Künstlerin.
Auch nach ihrem Tod 1995 wird ihre Arbeit in renommierten Ausstellungen der Öffentlichkeit präsentiert, darunter 1997 eine gemeinsame Ausstellung mit Hans Coper in der Barbican Art Gallery in London und 1999 eine Ausstellung in ihrer Heimatstadt Wien im Museum für angewandte Kunst. Zum 100. Geburtstag 2002 wurden Ausstellungen in der Galerie Besson, im Shigaraki Ceramic Sculptural Park in Japan und im Gardiner Museum of Ceramic Art in Toronto gezeigt. Die erste Ausstellung ihrer Arbeiten in Frankreich fand im März und April 2008 im Musée de Céramique in Sèvres statt. Im Februar 2008 wurde von der Organisation English Heritage eine „Blue Plaque“ an ihrem ehemaligen Londoner Studio enthüllt.